# St. Bartholomäus (Schweinspoint)

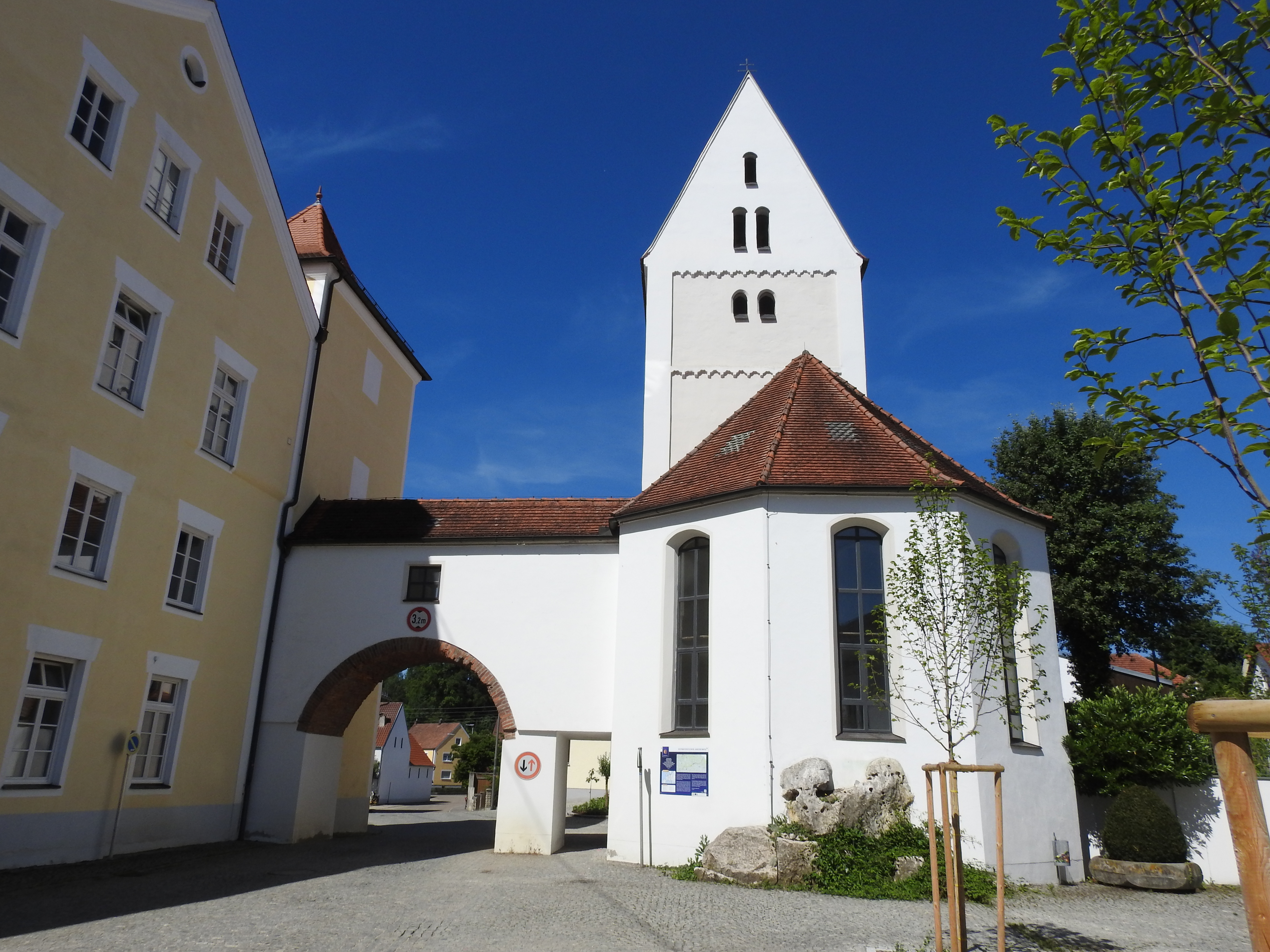
St. Bartholomäus in Schweinspoint

Die römisch-katholische Filialkirche St. Bartholomäus steht in Schweinspoint, einem Gemeindeteil der Gemeinde Marxheim im bayerischen Landkreis Donau-Ries von Bayern. Das Bauwerk ist in der Liste der Baudenkmäler in Marxheim als Baudenkmal unter der Nr. D-7-79-178-30 eingetragen. Die Kirche gehört zum Dekanat Donauwörth des Bistums Augsburg.

## Beschreibung
Die Saalkirche besteht aus einem im Kern gotischen Chorturm, an den nach Westen ein Langhaus und nach Osten, ein eingezogener, dreiseitig geschlossener Chor angebaut wurden. Der Innenraum des Langhauses ist mit einer Flachdecke überspannt, der des Chors mit einem Kreuzgratgewölbe.